# Sommer-Paralympics 2012/Teilnehmer (Irland)
| stlisierte Goldmedaille | stlisierte Silbermedaille | stlisierte Bronzemedaille |
| ----------------------- | ------------------------- | ------------------------- |
| 8                       | 3                         | 5                         |

Irland entsendete zu den Paralympischen Sommerspielen 2012 in London eine aus 58 Sportlern bestehende Mannschaft.

## Teilnehmer nach Sportart

### Boccia
Frauen:
- Roberta Connolly

Männer:
- Johnny Cronin
- Tom Leahy
- Padraic Moran
- Gabriel Shelly

### Leichtathletik
Frauen:
- Orla Barry
- Heather Jameson
- Nadine Lattimore
- Catherine O’Neill

Männer
- Ailish Dunne
- James McCarthy
- John McCarthy
- Michael McKillop
- Raymond O’Dwyer
- Jason Smyth

### Powerlifting (Bankdrücken)
Männer:
- Roy Guerin

### Radsport
Frauen:
- Katie-George Dunlevy
- Sandra Fitzgerald
- Francine Meehan
- Catherine Walsh

Männer:
- James Brown
- Colin Lynch
- Cathal Miller
- Mark Rohan
- Damien Shaw
- Enda Smyth

### Reiten
Frauen:
- Eilish Byrne
- Helen Kearney
- Geraldine Savage

Männer:
- James Dwyer

### Rudern
Frauen
- Helen Arbuthnot
- Sarah Caffrey
- Anne-Marie Mc Daid

Männer:
- Kevin du Toit
- Shane Ryan

### Schießen
Männer:
- Sean Baldwin

### Schwimmen
Frauen
- Bethany Firth
- Ellen Keane

Männer
- Darragh Mcdonald
- Laurence Mcgivern
- Jonathan Mcgrath
- James Scully

### Segeln
Männer:
- Ian Costelloe
- Anthony Hegarty
- John Twomey

### Tischtennis
Frauen:
- Eimear Breathnach
- Rena McCarron Rooney

Männer:
- Philip Quinlan
- Ronan Rooney